# 半導体故障解析
半導体故障解析（はんどうたいこしょうかいせき）とは、集積回路（半導体デバイス）において、製造過程での不良品や、故障品の何処に異常があるのかを解析する事、又、その技術である。

## 概要
極めて多くの素子の集合体である集積回路に於いて、何処が、どの様に、壊れているのかを解析する技術である。LSIテスタ（半導体試験装置）では、不良品である事は分かっても、その回路の何処に異常があるのかまでは分からない。数千万ものトランジスタが集積された回路に於いて、その一つ一つを試験していくのは現実的ではなく、又、それ以上に配線の不良などもあり得る。従って、集積回路の登場当初から、集積度の向上に伴って、故障解析技術も進歩している。

## 技術

### 液晶法
集積回路上に液晶を展開させて動作させると、異常発熱が起こっている箇所では液晶が相転移を起こす。従って、偏光顕微鏡で観察すると、故障個所が暗くなる為、発見する事が出来る。

### IR-OBIRCH
1990年代に、NECエレクトロニクスによって開発された技術。波長1.3μmのレーザー光を用いる。この波長は、シリコン基板を透過する上、OBIRCH効果を遮蔽する光電流が起こらない。これでスキャニングを行うと、故障の仕方によって、特徴的なコントラストが現れる。現在、最も一般的に使われる技術の一つである。

### 断面SIM
ある程度故障個所が絞り込めたら、その箇所を破壊的に切り出し、断面をSIM（走査イオン顕微鏡）により観察し、故障理由を特定する。具体的には、ビアの導通不良や、ヴォイドである。